# 奥列格·维塔利耶维奇·萨夫琴科
奥列格·维塔利耶维奇·萨夫琴科（羅馬化：Oleg Vital'yevich Savchenko；1948年1月15日—）是一位出生于乌克兰的俄罗斯政治人物和商人，曾于1996年担任第二任卡卢加州州长。据《福布斯》报道，萨夫琴科是伏尔加格勒杜马中最富有的成员，在2021年俄罗斯收入最高的100名国家公职人员榜单中排名第22位。